# Article 30 de la Charte canadienne des droits et libertés
 (mai 2023).
Si vous disposez d'ouvrages ou d'articles de référence ou si vous connaissez des sites web de qualité traitant du thème abordé ici, merci de compléter l'article en donnant les références utiles à sa vérifiabilité et en les liant à la section « Notes et références ».
L'article 30 de la Charte canadienne des droits et libertés est un des articles sous la rubrique Dispositions générales de la Charte des droits de la Constitution du Canada ; tout comme les autres articles des Dispositions générales, il aide à l'interprétation des droits présents ailleurs dans la Charte. La fonction spécifique de l'article 30 est de déterminer comment la Charte doit s'appliquer dans les territoires du Canada. En 1982, au moment de l'entrée en vigueur de la Charte, il s'agissait des Territoires du Nord-Ouest et du Yukon. Le Nunavaut s'est depuis séparé des Territoires du Nord-Ouest pour devenir le troisième territoire du Canada ; l'article 30 s'applique au Nunavut également.

## Texte
« 30. Dans la présente charte, les dispositions qui visent les provinces, leur législature ou leur assemblée législative visent également le territoire du Yukon, les territoires du Nord-Ouest ou leurs autorités législatives compétentes. »

— Article 30 de la Charte canadienne des droits et libertés